# 11517 Esteracuna
11517 Esteracuna este un asteroid din centura principală de asteroizi.

## Descriere
11517 Esteracuna este un asteroid din centura principală de asteroizi. A fost descoperit pe 12 martie 1991 la Observatorul La Silla de Henri Debehogne. Asteroidul prezintă o orbită caracterizată de o semiaxă mare de 3,12 ua, o excentricitate de 0,15 și o înclinație de 0,6° în raport cu ecliptica.